# Call Me Irresponsible (album)
Call Me Irresponsible er det femte studiealbum fra den canadisk-italiensk musiker Michael Bublé., og hans tredje album fra et stort pladeselskab. Det blev udgivet den 1. maj 2007 ved 143 Records og Reprise Records.

## Spor
| Standard Edition | Standard Edition                              | Standard Edition | Standard Edition | Standard Edition | Standard Edition | Standard Edition | Standard Edition | Standard Edition | Standard Edition |
| #                | Titel                                         | Længde           |                  |                  |                  |                  |                  |                  |                  |
| ---------------- | --------------------------------------------- | ---------------- | ---------------- | ---------------- | ---------------- | ---------------- | ---------------- | ---------------- | ---------------- |
| 1.               | "The Best Is Yet to Come"                     | 3:05             |                  |                  |                  |                  |                  |                  |                  |
| 2.               | "It Had Better Be Tonight" ("Meglio Stasera") | 3:06             |                  |                  |                  |                  |                  |                  |                  |
| 3.               | "Me and Mrs. Jones"                           | 4:33             |                  |                  |                  |                  |                  |                  |                  |
| 4.               | "I'm Your Man"                                | 4:59             |                  |                  |                  |                  |                  |                  |                  |
| 5.               | "Comin' Home Baby" (duet with Boyz II Men)    | 3:27             |                  |                  |                  |                  |                  |                  |                  |
| 6.               | "Lost"                                        | 3:40             |                  |                  |                  |                  |                  |                  |                  |
| 7.               | "Call Me Irresponsible"                       | 3:16             |                  |                  |                  |                  |                  |                  |                  |
| 8.               | "Wonderful Tonight" (duet with Ivan Lins)     | 4:12             |                  |                  |                  |                  |                  |                  |                  |
| 9.               | "Everything"                                  | 3:31             |                  |                  |                  |                  |                  |                  |                  |
| 10.              | "I've Got the World on a String"              | 2:47             |                  |                  |                  |                  |                  |                  |                  |
| 11.              | "Always on My Mind"                           | 4:30             |                  |                  |                  |                  |                  |                  |                  |
| 12.              | "That's Life"                                 | 4:15             |                  |                  |                  |                  |                  |                  |                  |
| 13.              | "Dream"                                       | 5:06             |                  |                  |                  |                  |                  |                  |                  |
| 50:27            |                                               |                  |                  |                  |                  |                  |                  |                  |                  |

| Special Edition Bonus Track | Special Edition Bonus Track | Special Edition Bonus Track | Special Edition Bonus Track | Special Edition Bonus Track | Special Edition Bonus Track | Special Edition Bonus Track | Special Edition Bonus Track | Special Edition Bonus Track | Special Edition Bonus Track |
| #                           | Titel                       | Længde                      |                             |                             |                             |                             |                             |                             |                             |
| --------------------------- | --------------------------- | --------------------------- | --------------------------- | --------------------------- | --------------------------- | --------------------------- | --------------------------- | --------------------------- | --------------------------- |
| 14.                         | "LOVE"                      | 2:50                        |                             |                             |                             |                             |                             |                             |                             |
| 53:17                       |                             |                             |                             |                             |                             |                             |                             |                             |                             |

| Japanese Special Edition Bonus Track | Japanese Special Edition Bonus Track      | Japanese Special Edition Bonus Track | Japanese Special Edition Bonus Track | Japanese Special Edition Bonus Track | Japanese Special Edition Bonus Track | Japanese Special Edition Bonus Track | Japanese Special Edition Bonus Track | Japanese Special Edition Bonus Track | Japanese Special Edition Bonus Track |
| #                                    | Titel                                     | Længde                               |                                      |                                      |                                      |                                      |                                      |                                      |                                      |
| ------------------------------------ | ----------------------------------------- | ------------------------------------ | ------------------------------------ | ------------------------------------ | ------------------------------------ | ------------------------------------ | ------------------------------------ | ------------------------------------ | ------------------------------------ |
| 14.                                  | "These Foolish Things (Remind Me of You)" | 4:48                                 |                                      |                                      |                                      |                                      |                                      |                                      |                                      |
| 55:15                                |                                           |                                      |                                      |                                      |                                      |                                      |                                      |                                      |                                      |

| Fan Club Edition Bonus Tracks | Fan Club Edition Bonus Tracks | Fan Club Edition Bonus Tracks | Fan Club Edition Bonus Tracks | Fan Club Edition Bonus Tracks | Fan Club Edition Bonus Tracks | Fan Club Edition Bonus Tracks | Fan Club Edition Bonus Tracks | Fan Club Edition Bonus Tracks | Fan Club Edition Bonus Tracks |
| #                             | Titel                         | Længde                        |                               |                               |                               |                               |                               |                               |                               |
| ----------------------------- | ----------------------------- | ----------------------------- | ----------------------------- | ----------------------------- | ----------------------------- | ----------------------------- | ----------------------------- | ----------------------------- | ----------------------------- |
| 14.                           | "LOVE"                        | 2:50                          |                               |                               |                               |                               |                               |                               |                               |
| 15.                           | "Orange Coloured Sky"         | 3:30                          |                               |                               |                               |                               |                               |                               |                               |
| 56:47                         |                               |                               |                               |                               |                               |                               |                               |                               |                               |

| iTunes Deluxe Version Bonus Tracks | iTunes Deluxe Version Bonus Tracks                  | iTunes Deluxe Version Bonus Tracks | iTunes Deluxe Version Bonus Tracks | iTunes Deluxe Version Bonus Tracks | iTunes Deluxe Version Bonus Tracks | iTunes Deluxe Version Bonus Tracks | iTunes Deluxe Version Bonus Tracks | iTunes Deluxe Version Bonus Tracks | iTunes Deluxe Version Bonus Tracks |
| #                                  | Titel                                               | Længde                             |                                    |                                    |                                    |                                    |                                    |                                    |                                    |
| ---------------------------------- | --------------------------------------------------- | ---------------------------------- | ---------------------------------- | ---------------------------------- | ---------------------------------- | ---------------------------------- | ---------------------------------- | ---------------------------------- | ---------------------------------- |
| 14.                                | "LOVE"                                              | 2:50                               |                                    |                                    |                                    |                                    |                                    |                                    |                                    |
| 15.                                | "Call Me Irresponsible (Behind the Scenes)" (video) | 3:12                               |                                    |                                    |                                    |                                    |                                    |                                    |                                    |
| 56:29                              |                                                     |                                    |                                    |                                    |                                    |                                    |                                    |                                    |                                    |

| Europe Tour Edition Bonus Disc | Europe Tour Edition Bonus Disc           | Europe Tour Edition Bonus Disc | Europe Tour Edition Bonus Disc | Europe Tour Edition Bonus Disc | Europe Tour Edition Bonus Disc | Europe Tour Edition Bonus Disc | Europe Tour Edition Bonus Disc | Europe Tour Edition Bonus Disc | Europe Tour Edition Bonus Disc |
| #                              | Titel                                    | Længde                         |                                |                                |                                |                                |                                |                                |                                |
| ------------------------------ | ---------------------------------------- | ------------------------------ | ------------------------------ | ------------------------------ | ------------------------------ | ------------------------------ | ------------------------------ | ------------------------------ | ------------------------------ |
| 1.                             | "Stuck in the Middle with You"           | 3:37                           |                                |                                |                                |                                |                                |                                |                                |
| 2.                             | "Lost" (Pop Mix)                         | 3:39                           |                                |                                |                                |                                |                                |                                |                                |
| 3.                             | "Home" (Pop Mix)                         | 3:41                           |                                |                                |                                |                                |                                |                                |                                |
| 4.                             | "Orange Coloured Sky"                    | 3:28                           |                                |                                |                                |                                |                                |                                |                                |
| 5.                             | "Everything" (Bob Rock Mix)              | 3:29                           |                                |                                |                                |                                |                                |                                |                                |
| 6.                             | "Let It Snow! Let It Snow! Let It Snow!" | 2:06                           |                                |                                |                                |                                |                                |                                |                                |
| 7.                             | "The Christmas Song"                     | 4:14                           |                                |                                |                                |                                |                                |                                |                                |
| 8.                             | "White Christmas"                        | 3:57                           |                                |                                |                                |                                |                                |                                |                                |
| 28:11                          |                                          |                                |                                |                                |                                |                                |                                |                                |                                |

| Limited Edition Bonus DVD | Limited Edition Bonus DVD             | Limited Edition Bonus DVD | Limited Edition Bonus DVD | Limited Edition Bonus DVD | Limited Edition Bonus DVD | Limited Edition Bonus DVD | Limited Edition Bonus DVD | Limited Edition Bonus DVD | Limited Edition Bonus DVD |
| #                         | Titel                                 | Længde                    |                           |                           |                           |                           |                           |                           |                           |
| ------------------------- | ------------------------------------- | ------------------------- | ------------------------- | ------------------------- | ------------------------- | ------------------------- | ------------------------- | ------------------------- | ------------------------- |
| 1.                        | "The Making of Call Me Irresponsible" | 26:00                     |                           |                           |                           |                           |                           |                           |                           |
| 26:00                     |                                       |                           |                           |                           |                           |                           |                           |                           |                           |

## Hitlister
| Hitliste (2007)                      | Højeste placering |
| ------------------------------------ | ----------------- |
| Australien (ARIA)                    | 1                 |
| Østrig (Ö3 Austria)                  | 2                 |
| Belgien (Ultratop Flanderen)         | 4                 |
| Belgien (Ultratop Vallonien)         | 13                |
| Canadiske Albummer (Billboard)       | 1                 |
| Danmark (Album Top-40)               | 9                 |
| Holland (Album Top 100)              | 1                 |
| Frankrig (SNEP)                      | 4                 |
| Tyskland (Offizielle Top 100)        | 1                 |
| Irland (IRMA)                        | 1                 |
| Italien (FIMI)                       | 1                 |
| New Zealand (RIANZ)                  | 7                 |
| Norge (VG-lista)                     | 10                |
| Polish Albums (OLiS)                 | 11                |
| Portugal (AFP)                       | 9                 |
| Skotland (OCC)                       |                   |
| Skotland (OCC) Special Edition       |                   |
| Spanien (PROMUSICAE)                 | 8                 |
| Sverige (Sverigetopplistan)          | 5                 |
| Schweiz (Schweizer Hitparade)        | 3                 |
| Storbritannien (OCC)                 | 2                 |
| Storbritannien (OCC) Special Edition | 3                 |
| US Billboard 200                     | 1                 |
| US Jazz Albums (Billboard)           | 1                 |

### Årshitlister
| Hitliste (2007)                    | Placering |
| ---------------------------------- | --------- |
| Australian Albums (ARIA)           | 1         |
| Austrian Albums (Ö3 Austria)       | 54        |
| Belgian Albums (Ultratop Flanders) | 19        |
| Belgian Albums (Ultratop Wallonia) | 26        |
| Dutch Albums (Album Top 100)       | 2         |
| French Albums (SNEP)               | 37        |
| German Albums (Offizielle Top 100) | 26        |
| Swedish Albums (Sverigetopplistan) | 66        |
| Swiss Albums (Schweizer Hitparade) | 25        |
| UK Albums (OCC)                    | 66        |
| UK Albums (OCC) Special Edition    | 18        |
| US Billboard 200                   | 39        |
| Hitliste (2008)                    | Placering |
| Australian Albums (ARIA)           | 28        |
| Belgian Albums (Ultratop Flanders) | 80        |
| Belgian Albums (Ultratop Wallonia) | 84        |
| Canadian Albums (Billboard)        | 22        |
| Dutch Albums (Album Top 100)       | 37        |
| UK Albums (OCC) Special Edition    | 27        |
| US Billboard 200                   | 51        |
| Chart (2010)                       | Position  |
| UK Albums (OCC)                    | 94        |

### Årti-hitlister
| Hitliste(2000-2009)    | Placering |
| ---------------------- | --------- |
| Australia Album (ARIA) | 34        |
| US Billboard 200       | 188       |